# 호르헤 페루고리아

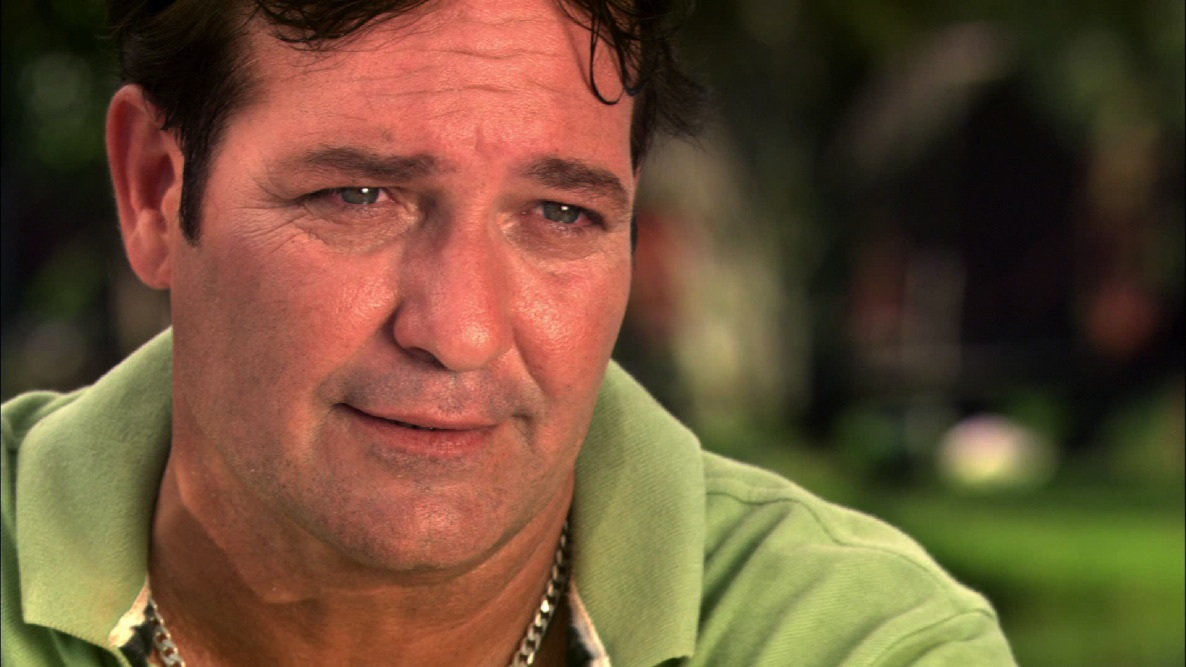

호르헤 페루고리아(Jorge Perugorría, 1965년 8월 13일 ~ )는 쿠바의 영화 감독, 배우, 화가, 조각가, 텔레비전 배우이다.
아바나에서 태어났다.

## 영화
- 윈드 하바나 (2016년)
- 어 서커스 테일 & 어 러브 송 (2016년)
- 비바 (2015년) - 앙헬 역
- 히즈 웨딩 드레스 (2014년)
- 이타카로의 귀환 (2014년)
- 아모르 크로니코 (2012년)
- 타인의 아내를 사랑하다 (2010년)
- 홈 오브 플렌티 (2008년)
- 체 게바라: 2부 게릴라 (2008년) - 호아킨 역
- 체 게바라: 1부 아르헨티나 (2008년) - 빌로 역
- 버진 로즈 (2006년)
- 퀸즈 (2005년)
- 랜커 (2002년) - 토니 역
- 노웨어 (2002년)
- 티에라 델 푸에고 (2000년)
- 바이 마이 사이드 어게인 (1999년)
- 네이키드 마야 (1999년)
- 웨이팅 리스트 (1999년)
- 오이디프스 (1996년)
- 밤볼라 (1996년)
- 관타나메라 (1995년)
- 딸기와 초콜릿 (1994년)